# Gasparsoul
GASPARsoul (La Ràpita, 9 d'agost de 1983), també conegut com GASPAR és un cantant català establert a Girona. Va debutar en anglès amb l'EP "If you feel something", produït per Quiroga i amb el temps ha anat passant de l’anglès al castellà fins a publicar "Obre les ales", el seu primer single en llengua catalana el 2023. Gaspar ha actuat en festivals com ara el Black Music Festival a Girona i esdeveniments de format modern com Sofar Sounds Barcelona i MUSA hides in ArtSpace. A banda de la seva trajectòria en solitari, és vocalista del grup de versions Florida.

## Trajectòria

### Inicis i primers projectes com a cantant
El 2007, Gaspar va començar a treballar en projectes musicals com a productor sota el pseudònim de Gasman i Geemusic, gravant veus per a artistes locals de hip hop com ara Urban i d'altres col·laboracions amb artistes forans com ara el grup peruà Clan Urbano. Més tard, es va unir a The Funk Boss Brothers un grup de versions de música funk, disco i soul amb qui, el 2015 va dur a terme una estada a Abu Dhabi durant dos mesos posant música en directe a l'Hotel Yas Viceroy.

### Debut amb l'EP 'If you feel something' i primer àlbumGASPAR
De la ma de Little Red Corvette Records, Gaspar va debutar amb la cançó "Till you fall asleep", iniciant així la seva trajectòria com a artista solista d'R&B/neo-soul i amb l'objectiu de consolidar la música soul al nostre país, segons Sonic Soul Reviews, d'Alemanya. El mateix any 2017, amb el llançament de l'EP debut "If you feel something", el periodista Jordi Basté va anomenar Gaspar el <<nou rei del soul a Catalunya>>, al programa de ràdio El món a Rac1. Altres diaris locals com El Punt Avui i Diari de Girona també van publicar articles sobre el nou llançament de Gaspar, presentant-lo al públic.Al cap d’un any, Gasparsoul publica "Ferrari", primer single del seu primer àlbum homònim al que van seguir "Safari", una cançó que inclou una mostra de "Get up off that thing" de James Brown i "Clothes off", una balada de R&B de caràcter més modern, acompanyada d'un vídeo musical amb escenes rodades al club Sunset Jazz de Girona. Al 2019 va veure la llum l'album GASPAR, amb nou cançons produïdes per Quiroga, exceptuant Pedigree, pel duo barceloní Fast Boo. Amb aquest àlbum, Gasparsoul s'acosta a un públic diferent, utilitzant més sintetitzadors i pistes de bateria 808, tal com descriu el periodista Xavier Cervantes al Diari Ara, «allà on abans manava l'eco de D'Angelo ara tenen més pes les maneres de Kendrick Lamar i Anderson.Paak».

### Covid-19 i Sèrie de 3-EPs
El 2020, després del llançament de Sin Ti, Gaspar va començar a gravar cançons en espanyol i obrir-se a un públic que escoltava cada vegada més música urbana, malgrat que els estils R&B i Soul no siguin majoritaris al conjunt de l’estat espanyol, segons una entrevista a Mondosonoro. Amb la beca cultural d'Acompanyament artístic emesa per La Marfà i Cases de la Música Popular de Girona, Gasparsoul va continuar treballant durant la Covid-19 en col·laboració amb artistes locals, donant lloc a 3 treballs que van adoptar diferents estils:, des de l’electrònica fins a un R&B més de tendència, anomenats Ruby Woo, Upside Down i AZUL XXI. Amb l’últim llançament, Gasparsoul torna a un so més lo-fi, a cavall entre un so clàssic i actual, ja fora del segell Little Red Corvette, i que marca l’inici d’una etapa d’auto-edició amb la distribuïdora ONErpm. D’aquest darrer EP en destaquen la cançó SIEMPRE ASÍ, que va aparèixer a la llista de reproducció Novedades Viernes a Spotify, i la darrera, anomenada No Autotune, que compta amb la cantant Lauren Nine. Gasparsoul també va experimentar un període d’inactivitat de gairebé un any, en el qual va poder repensar la seva missió com a artista i posar en dubte el soroll que generen les xarxes socials i la indústria de la música, segons explica a MUSA Hides in ArtSpace.

### Primer llançament en català i Actualitat
El novembre de 2023, Gasparsoul publica "Obre les ales", primer tema en la seva llengua materna, produït per l’artista banyolí Pau Brugada. Gaspar i Pau troben un equilibri entre un so clarament pop i Soul/gòspel que s'obre a un públic més eclèctic. El Punt Avui se’n va fer ressò i també va entrar a la playlist de Spotify del projecte L’Hora Enderrock de Bonpreu i Esclat. Actualment Gasparsoul segueix en actiu, treballant amb nous temes en català i tocant en directe amb el grup de versions Florida.

## Discografia
- Obre Les Ales (gasparsoul, 2023)
- AZUL XXI (gasparsoul, 2021)
- Upside Down (Little Red Corvette Records, 2020)
- Ruby Woo (Little Red Corvette Records, 2020)
- GASPAR (Little Red Corvette Records, 2019)
- If You Feel Something (Little Red Corvette Records, 2017)